# کاری تاپیو
کاری تاپیو (فنلاندی: Kari Tapio؛ ‏ ۲۲ نوامبر ۱۹۴۵ – ۷ دسامبر ۲۰۱۰) خواننده اهل فنلاند بود. وی یکی از مشهورترین خوانندگان فنلاند بود و بیش از ۸۳۰٬۰۰۰ نسخه از آثارش به فروش رفت و وی را به پرفروش‌ترین تک‌خوان این کشور مبدل ساخت.
از فیلم‌هایی که وی در آن‌ها نقش داشته‌است، می‌توان به وارس: راه مردان درستکار اشاره نمود.